# Якуб Каміньський
Якуб Каміньський (пол. Jakub Kamiński; нар. 5 червня 2002, Руда-Шльонська, Польща) — польський футболіст, вінгер «Вольфсбурга» та національної збірної Польщі.

## Клубна кар'єра
Свою ігрову кар'єру Якуб Каміньський починав у клубі нижчої ліги «Шомберки», де виступав за молодіжний склад. У 2015 році футболіст перебрався до «Леху» з Познані, де також продовжив виступи на молодіжному рівні і разом з клубом став переможцем молодіжної першості Польщі. У 2019 році Каміньський перейшов до першої команди і 20 вересня 2019 року дебютував на професійному рівні. У червні 2020 року Якуб забив свій перший гол в основному складі.
В липні 2020 року вінгер підписав з клубом контракт, дія якого розрахована до 2024 року.

## Збірна
Якуб Каміньський виступав за юнацькі та молодіжну збірні Польщі. Перший виклик до національної збірної отримав у вересні 2019 року. Але дебют в збірній відбувся за рік у матчі відбору до чемпіонату світу 2022 року проти команди Сан-Марино.

## Титули і досягнення
- Чемпіон Польщі (1):

«Лех»: 2021–22
Індивідуальні
- Гравець місяця в Екстракласі: жовтень 2021[7]